# Jordi Boixadós i Bisbal
Jordi Boixadós i Bisbal (Barcelona, 6 de març 1958), és un escriptor, traductor literari i músic. Poliglota i polifacètic, té publicats onze obres, principalment novel·les, i sis àlbums com a cantautor.

## Biografia
L'any 2025, arriba a les llibreries la seva darrera novel·la Donar-ho tot, publicada per La Campana, "una novel·la plena d'intensitat sobre la memòria, l'amor, la joventut i els traumes que ens acompanyen durant tota la vida."
Entre la seva obra narrativa, destaca la novel·la Mentre la neu sigui blanca, amb excel·lent acollida del públic i l'elogi de la crítica.
Va presentar la seva novel·la L'home que comptava diners (2015) al BCNegra el 2015, al Festival Tiana Negra 2016 i al festival Vespres Negres: Jornades sobre narrativa negra a Sant Feliu de Llobregat, el 2017.
Entre la seva obra com a cantautor destaquen els CD Europa (2005), escrit i interpretat en sis idiomes, i Cuques de llum (2014) on va col·laborar amb diversos músics francesos. El seu últim disc porta per títol Vuitanta mil segons
El videoclip Enemigues del primer senzill de l’àlbum Vuitanta mil segons va ser seleccionat per inaugurar la 4a Mostra Internacional d'Audiovisuals d'Artesania, impulsada pel Consorci de Comerç, Artesania i Moda (CCAM) de la Generalitat.
Participa com a veu i guitarra acústica en el grup musical d'escriptors Malalletra.
També ha col·laborat com a actor en els llargmetratges Your Lost Memories (2012), codirigit per Alejandro Marzoa i Miguel Ángel Blanca i El dulce sabor del limón (2017), dirigit per David Aymerich.

## Recepció
L’escriptora i crítica literària Anna Carreras, en una crítica a Núvol, es refereix a en Jordi Boixadós com “el Tarkovski de les lletres catalanes” i destaca que, a la novel·la Mentre la neu sigui blanca, “el que importa, més que l’acumulació de fets, és la mirada interior i els efectes deterministes del paisatge i dels espais sobre els protagonistes. Boixadós, com Tarkovski, activa la lògica del poètic […] com si segellés moments en el temps. […]. L’infinit concentrat en el concret.”
L'escriptor i crític literari Vicenç Llorca, en una crítica a Serra d’Or, escriu que “Jordi Boixadós ha anat confegint una trajectòria narrativa molt suggeridora” i que Mentre la neu sigui blanca “és una novel·la excel·lent que corrobora una trajectòria literària coherent i rigorosa”.
En un article a El Punt Avui, l’escriptor i periodista Lluís Llort assenyala el caràcter “detallista” de la novel·la Mentre la neu sigui blanca i també “la sensibilitat lingüística de l’autor”. El mateix dia, l’autor apareix a la secció Les cares de la notícia on es destaca que “Boixadós ha convertit la seva vuitena novel·la, Mentre la neu sigui blanca, no només en una sòlida trama de secrets, sinó en tot un cant a la natura i ens alerta també sobre la seva destrucció per l’acció irreflexiva dels humans.”
D'altra banda, el diari El Nacional, a l'article 5 llibres recomanats per començar aquest desembre, ha destacat Mentre la neu sigui blanca com la primera de cinc "novetats literàries recents que s'han fet un forat rellevant en les llibreries".

## Obra escrita

### Narrativa
- Donar-ho tot – La Campana, 2025. Novel·la.[4]
- Mentre la neu sigui blanca – Columna, 2022. Novel·la.[21]
- L'home que comptava diners – RBA-La Magrana, 2015. Novel·la.[22]
- Àngels a l'andana – Columna, 2011. Novel·la.
- Mirades de dona – Columna, 2000. Relats curts.
- El meu rival – Columna, 1998. Novel·la.
- Retrat de família – Columna, 1995. Novel·la.
- Morir a Tel-Aviv – Pòrtic, 1993. Novel·la.
- El carrer Dachau – Pòrtic, 1991. Novel·la.

### Teatre
- Popocatépetl – Lleonard Muntaner, editor, 2019. Obra de teatre escrita conjuntament amb Elies Barberà, guanyadora del Premi de Teatre Pare Colom.[23][24]

### No-ficció
- To Dream Omelettes/Somiar Truites – RBA-La Magrana, 2006, coautor: Oriol Comas. Joc lingüístic bilingüe català/anglès.

## Obra traduïda
Ha traduït gairebé noranta títols al català i al castellà d'autors com Niklas Natt och Dag, Hervé Le Tellier, JG Ballard, Jo Nesbo, Camilla Läckberg, Ia Genberg, Jessie Burton, Mari Jungstedt, Naomi Klein, Federico Moccia, Alex Michaelides o el Papa Francesc.

## Discografia
Llista de CD editats:
- Vuitanta mil segons – 2022. La catenària.[16]
- Cuques de llum – 2014. Right Here Right Now.[27]
- Jocs de rol – 2011. Temps Record.
- El cel aquí – 2008. Picap/Actual.
- Europa – 2005. Picap/Actual.[28]
- Electrorgànic – 2002. Picap/Actual.

## Premis literaris
- Premi Goleta de poesia 1984 atorgat per l'Ajuntament del Masnou.
- Premi Pare Colom 2019[23] atorgat per l'Ajuntament d'Inca, Illes Balears, en la modalitat de teatre per l'obra Popocatépetl escrita conjuntament amb Elies Barberà.[24]